# 모여라! 커비
《모여라! 커비》는 닌텐도에서 발매한 닌텐도 DS용 액션 게임이다. 개발은 HAL연구소가 맡았다. 별의 커비 시리즈의 19번째 작품이다.